# Балка Журавка (село)
Балка Журавка — село в Україні, у Красноріченській селищній громаді Сватівського району Луганської області. Населення становить 153 осіб.

## Географія
На південно-західній околиці села Балка Журавка впадає у річку Жеребець.

## Історія
Село засноване 1720 року.
12 червня 2020 року, в ході децентралізації, Невська сільська рада об'єднана з Красноріченською селищною громадою.
17 липня 2020 року, в результаті адміністративно-територіальної реформи та ліквідації Кремінського району, село увійшло до складу Сватівського району.
Під час повномасштабного російського вторгнення в Україну село було тимчасово окуповано російськими загарбниками. 24 жовтня 2022 року силами ЗСУ село звільнено від окупантів.
2 лютого 2023 року внаслідок обстрілу села поранена жінка.
19 вересня 2024 року Верховна Рада підтримала перейменування села Невське на Балка Журавка у рамках деколонізації, за назвою однойменної річки. 26 вересня 2024 року перейменування набуло чинності.